# (34969) 4108 T-2
(34969) 4108 T-2 est un astéroïde de la ceinture principale, découvert le 29 septembre 1973 à l'observatoire Palomar (au nord de San Diego, Californie) par Cornelis Johannes van Houten, Ingrid van Houten-Groeneveld et Tom Gehrels.

## Caractéristiques orbitales
L'orbite de (34969) 4108 T-2 se caractérise par un demi-grand axe de 2,27 ua, un périhélie de 2,06 ua, une excentricité de 0,09 et une inclinaison de 4,73° par rapport à l'écliptique. Du fait de ces caractéristiques, à savoir un demi-grand axe compris entre 2 et 3,2 ua et un périhélie supérieur à 1,666 ua, il est classé, selon la JPL Small-Body Database, comme objet de la ceinture principale.

## Caractéristiques physiques
(34969) 1973 T-2 a une magnitude absolue (H) de 15,7 et un albédo estimé à 0,032.
C'est un astéroïde de type A, donc riche (> 80 %) en olivine, au moins en ce qui concerne les roches de sa surface.